# Distretto di Chaoyang (Changchun)
Il distretto di Chaoyang (朝阳区S, Cháoyáng QūP) è un distretto della Cina, situato nella provincia di Jilin e amministrato dalla prefettura di Changchun.